# Претцир
Претцир (нем. Pretzier) — община в Германии, в земле Саксония-Анхальт. 
Входит в состав района Зальцведель. Подчиняется управлению Зальцведель-Ланд.  Население составляет 1275 человек (на 31 декабря 2006 года). Занимает площадь 15,26 км².